# Virginijus Baltušnikas
Virginijus Baltušnikas (født 22. januar 1968 i Panevėžys, Sovjetunionen) er en litauisk tidligere fodboldspiller (forsvarer).
Baltušnikas spillede i perioden 1990-1997 42 kampe og scorede ni mål for Litauens landshold. På klubplan repræsenterede han blandt andet Žalgiris og Ekranas i hjemlandet, samt tyske Magdeburg.